# Radim Běleš
Radim Běleš (* 6. března 1973 Ostrava) je český fyzicky handicapovaný atlet, pochází z Ostravy, nyní žije ve Frýdku-Místku. V roce 1989 utrpěl při nehodě na motorce zlomeninu krční páteře, stal se kvadruplegikem. Při další automobilové havárii přišel v roce 2000 o nohu. Závodí v kategorii F51.
Nedlouho po první nehodě se začal věnovat sportu, především hodu diskem. V roce 1994 se poprvé zúčastnil mistrovství světa, o rok později zvítězil na mistrovství Evropy, v roce 1998 se v Birminghamu stal ve své kategorii mistrem světa v hodu kuželkou. Na následujících světových šampionátech získal další medaile. Absolvoval závody na letních paralympijských hrách v letech 2000, 2004, 2008, 2012 a 2016, přičemž v Athénách 2004 vybojoval zlatou medaili v disku a stříbro v kuželce a v Londýně 2012 stříbrnou medaili v kuželce.
Pracuje jako manažer spolku APROPO z.s., je ženatý a má dvě dcery.